# Pätnakjaureh
Pätnakjaureh är en sjö i Jokkmokks kommun i Lappland och ingår i Luleälvens huvudavrinningsområde. Sjön har en area på 0,145 kvadratkilometer och ligger 624,1 meter över havet.

## Delavrinningsområde
Pätnakjaureh ingår i det delavrinningsområde (741076-158234) som SMHI kallar för Mynnar i Pärlälven. Medelhöjden är 661 meter över havet och ytan är 46,03 kvadratkilometer. Räknas de 4 avrinningsområdena uppströms in blir den ackumulerade arean 84,75 kvadratkilometer. Parkajåkka som avvattnar avrinningsområdet har biflödesordning 4, vilket innebär att vattnet flödar genom totalt 4 vattendrag innan det når havet efter 304 kilometer. Avrinningsområdet består mestadels av skog (68 procent) och kalfjäll (28 procent). Avrinningsområdet har 0,3 kvadratkilometer vattenytor vilket ger det en sjöprocent på 0,6 procent.